# 原徹
原 徹（はら とおる、1935年12月26日 - 2021年12月14日）は、日本の映画プロデューサー、実業家。
トップクラフト代表取締役社長、株式会社スタジオジブリ常務取締役、株式会社スタジオジブリ代表取締役社長などを歴任した。

## 来歴

### 生い立ち
福岡県北九州市出身。福岡県立八幡高等学校を経て、早稲田大学入学。在学中に、しとうきねお、園山俊二、東海林さだお、福地泡介らとともに早稲田大学漫画研究会を創設。「漫画サンデー」に4コマ漫画を描く。漫画家の道は断念し、1959年に大学を卒業すると同時に東映動画に入社。

### 東映動画
企画制作の仕事をし、1965年のテレビアニメ『宇宙パトロールホッパ』を始めとして、『ひみつのアッコちゃん』『魔法のマコちゃん』『さるとびエッちゃん』等少女向けテレビアニメの製作を担当。1968年7月21日には、制作が中断していたアニメ映画『太陽の王子 ホルスの大冒険』に制作課長としてプロデューサーを務める。同作は原の同期入社の高畑勲の初監督作品であったが、原の役回りは予算とスケジュールの製作管理の強化のため、会社側の要求を伝えるというものだった。しかし倍近くかかった制作予算のオーバーと、興行が不入りだったことから、責任を問われ、上司の関政次郎制作部長とともに後に東映動画を去る遠因となった。後に原は、テレビアニメ全盛時代になって、東映動画がオリジナル企画で挑戦せず、漫画原作作品ばかりになったことに失望感を示している。

### トップクラフト
1972年2月1日に東映動画を退社して、アニメ制作会社トップクラフトを設立。東映動画時代の1966年にアメリカとの合作テレビアニメ『キングコング』と『001／7親指トム』を担当したことから、トップクラフトでは、主にアメリカやヨーロッパとの合作作品を制作し続けた。1984年3月11日にアニメ映画『風の谷のナウシカ』を監督することになった東映動画時代の後輩宮崎駿が制作母体としてトップクラフトを拠点とする事を依頼。合作は制作条件がいいものの、作った作品が日本国内で見られる事がなく欲求不満を感じていたスタッフの為にも原はこれを受諾して、トップクラフトで『風の谷のナウシカ』は制作された。『風の谷のナウシカ』の興行は成功に終わり内容も評価された事から、気を良くした製作の徳間書店は、引き続き宮崎駿作品の製作へ意欲を見せ、宮崎の活動の拠点となるアニメスタジオを設ける事を決意。1985年6月15日にトップクラフトを解体する形で、徳間書店の出資により、株式会社スタジオジブリ設立。

### スタジオジブリ
徳間書店社長の徳間康快を社長に据え、原はスタジオの責任者として常務取締役に就任した。ジブリ時代の原はかねてからプロデューサーとして堅実な経営を目指し、ジブリの大作主義をハイリスクとして懸念を示していたが、『おもひでぽろぽろ』制作の遅れでストレスの溜まった宮崎が立案したジブリの新スタジオ建立案を巡って、経営圧迫を理由に反対。宮崎に賛同した徳間、鈴木敏夫らと袂を分かち、1991年6月にスタジオジブリを退社した。

## 代表作

### テレビアニメ
| 期間          | 期間           | 番組名               | 制作（放送局）                | 役職     |
| ------------- | -------------- | -------------------- | ----------------------------- | -------- |
| 1965年2月1日  | 1965年11月29日 | 宇宙パトロールホッパ | テレビ朝日 東映アニメーション | 企画     |
| 1965年11月1日 | 1966年4月25日  | ハッスルパンチ       | テレビ朝日 東映アニメーション | 製作担当 |
| 1969年1月6日  | 1970年10月26日 | ひみつのアッコちゃん | テレビ朝日 東映アニメーション | 企画     |
| 1969年4月4日  | 1970年12月25日 | もーれつア太郎       | テレビ朝日 東映アニメーション | 企画     |
| 1970年11月2日 | 1971年9月27日  | 魔法のマコちゃん     | テレビ朝日 東映アニメーション | 企画     |
| 1971年10月4日 | 1972年3月27日  | さるとびエッちゃん   | テレビ朝日 東映アニメーション | 製作担当 |
| 1971年10月6日 | 1972年3月29日  | アパッチ野球軍       | テレビ朝日 東映アニメーション | 製作担当 |

### 劇場アニメ
| 公開年 | 公開年   | 作品名                     | 制作（配給）                                           | 役職                             |
| ------ | -------- | -------------------------- | ------------------------------------------------------ | -------------------------------- |
| 1968年 | 7月21日  | 太陽の王子 ホルスの大冒険  | 東映アニメーション （東映）                            | 企画                             |
| 1976年 | 12月2日  | Frosty's Winter Wonderland | ランキン・バス・プロダクション トップクラフト          | アニメーション（クレジットのみ） |
| 1977年 | 11月27日 | ホビットの冒険             | ランキン・バス・プロダクション トップクラフト          | アニメーションコーディネーター   |
| 1980年 | 5月11日  | 王の帰還                   | ランキン・バス・プロダクション トップクラフト          | アニメーションコーディネーター   |
| 1982年 | 11月19日 | The Last Unicorn           | ランキン・バス・プロダクション トップクラフト          | アニメーションコーディネーター   |
| 1984年 | 3月11日  | 風の谷のナウシカ           | 徳間書店 博報堂 トップクラフト （東映）                | 制作                             |
| 1986年 | 8月2日   | 天空の城ラピュタ           | 徳間書店 スタジオジブリ （東映）                       | 制作                             |
| 1988年 | 4月16日  | となりのトトロ             | 徳間書店 スタジオジブリ （東宝）                       | プロデューサー                   |
| 1988年 | 4月16日  | 火垂るの墓                 | 新潮社 スタジオジブリ （東宝）                         | プロデューサー                   |
| 1989年 | 7月29日  | 魔女の宅急便               | 徳間書店 ヤマト運輸 日本テレビ スタジオジブリ （東映） | 制作                             |
| 1991年 | 7月20日  | おもひでぽろぽろ           | 徳間書店 日本テレビ 博報堂 スタジオジブリ （東宝）     | 制作                             |

## 賞歴
- 1992年 - 第11回藤本賞特別賞。